# 友久久雄
友久久雄（ともひさ　ひさお、1942年2月21日-　）は、日本の浄土真宗僧侶・医師。京都教育大学名誉教授。

## 来歴
兵庫県姫路市生まれ。神戸医科大学（現神戸大学医学部医学科）卒業。神戸大学大学院医学研究科博士課程（精神神経科）修了、1972年に「ゲスタルト認知と心的態度との関連」で医学博士。兵庫県立こども病院、重症心身障害児施設枚方療育園医長を経て、1974年に京都教育大学助教授、教授、2002年に名誉教授、龍谷大学教授、2013年に退職。
浄土真宗本願寺派（西本願寺）の日曜学校や仏教青年会に属す。京都大学医学部附属病院医師、本願寺派布教師。

## 著書
- 『Lateral dominanceに関する研究 利き手・利き脳』多賀出版 1985
- 『輝くいのちをみつめて 仏教と医療』本願寺出版社 2002
- 『生きかた死にかた 僧侶ドクターの人生カルテ』本願寺出版社 2013

### 共編著
- 『自閉性障害と教育効果に関する研究 Rett症候群と自閉症の比較検討』編著 多賀出版 1995
- 『学校カウンセリング入門』編著 ミネルヴァ書房 1999
- 『学校カウンセリングの理論と実践』内田利広,忠井俊明,本間友巳共著 ミネルヴァ書房 2001
- 『真宗「不遇死」葬儀法要法話実践講座』寺川俊昭共監修 四季社 2004
- 『僧侶のための仏教カウンセリング入門』監修 奈倉道隆,林幹男,譲西賢編著 四季社 2005
- 『特別支援教育のための発達障害入門 LD、ADHD、高機能自閉症』編著 ミネルヴァ書房 2005
- 『仏教とカウンセリング』編 法藏館 龍谷大学仏教文化研究叢書 2010
- 『仏教とカウンセリングの理論と実践 仏の教えと心の癒し』編 自照社出版 龍谷叢書 2013
- 『臨床心理実習マニュアル』吉川悟共編 遠見書房 2013